# Comité permanent Inter-Etats de Lutte contre la Sécheresse dans le Sahel

Karte der Mitgliedsstaaten des CILSS (Stand Aug. 2023)

Das Comité permanent inter-États de lutte contre la sécheresse dans le Sahel („Ständiges zwischenstaatliches Komitee zur Bekämpfung der Dürre im Sahel“), kurz CILSS, ist eine zwischenstaatliche Organisation, der die Länder der Sahelzone angehören.
Das CILSS wurde 1973 angesichts der Dürre und Hungersnot in der Sahelzone gegründet, um die Bevölkerung der Sahelländer wie die internationale Gemeinschaft für Maßnahmen in den Bereichen Landwirtschaft, Wasserbewirtschaftung, Umwelt, Transport und Kommunikation zu mobilisieren. 1995 richtete es seine Aktivitäten vorwiegend auf die Bereiche Ernährungssicherheit und Bewirtschaftung der natürlichen Ressourcen aus.
Geschäftsführer war von 2001 der ehemalige gambische Landwirtschaftsminister Musa Mbenga, dessen zweite dreijährige Amtszeit  2007 auslief. Danach stand Alhousseïni Bretaudeau aus Mali für 6 Jahre an der Spitze dieser Organisation. Seit dem 26. Juli 2013 ist der Exekutivsekretär von CILSS Djimé Adoum aus dem Tschad.
Das Hauptbüro (secrétariat exécutif) befindet sich in Ouagadougou, die agro-hydrometrische Einrichtung Centre Régional AGRHYMET in Niamey und das Sahel-Institut in Bamako.

## Mitgliedstaaten
- Benin
- Burkina Faso
- Elfenbeinküste
- Gambia
- Guinea
- Guinea-Bissau
- Kap Verde
- Mali
- Mauretanien
- Niger
- Senegal
- Togo
- Tschad